# Der Einstein-Äquator
Der Einstein-Äquator (chinesisch 朝聞道 / 朝闻道, Pinyin Cháo wén dào) ist eine Science-Fiction-Kurzgeschichte des chinesischen Schriftstellers Liu Cixin, zuerst veröffentlicht im Jahr 2001. Am 12. Mai 2025 erschien die Kurzgeschichte in deutscher Übersetzung von Karin Betz in der Sammlung Der Blick von den Sternen, herausgegeben vom Heyne Verlag. Eine englische Übersetzung von Jesse Field erschien bereits in dieser Sammlung im April 2024 herausgegeben von Bloomsbury Publishing und im Mai 2024 herausgegeben von Tor Books.

## Handlung
Ding Yi fährt mit seiner Ehefrau und seiner Tochter in einem Teilchenbeschleuniger um die ganze Welt. Obwohl sie überhaupt nichts sehen, besteht Ding Yi als theoretischer Physiker darauf, dass die menschliche Vorstellungskraft das beste Erlebnis bietet. Kurz vor dem ersten Experiment verschwindet jedoch der ganze Teilchenbeschleuniger. Ein Außerirdischer, welcher als schwebender Mensch projiziert und sich selbst als Entschärfungsbeauftragter bezeichnet, bekennt sich zu der Tat mit der Begründung, dass die Menschheit keinen Vakuumzerfall auslösen soll. Ding Yi fragt nach, wie sie sonst über die Große vereinheitlichte Theorie lernen können, aber der Entschärfungsbeauftragte behauptet, dass es ohne eine Auslösung des Vakuumzerfalls nicht möglich sei. Jedoch kennt dieser die Große vereinheitlichte Theorie, da dessen essentielle Daten von einer alten außerirdischen Zivilisation ein Zehntausendstel einer Sekunde vor deren Vernichtung in ihrem gemeinsamen alten Heimatuniversum übertragen wurden, wobei aber eine oberste Direktive verbietet, diese mit der Menschheit zu teilen. Ding Yi fragt, ob es möglich ist, es ihm zu verraten und ihn dann zu vernichten, worauf der Entschärfungsbeauftragte zustimmt. Hunderte Wissenschaftler lernen anschließend die Wahrheit über ihre jeweiligen Fächer im Tausch für ihre Leben. Ding Yi wird von seiner Tochter gebeten, von dem Plan zurückzutreten, doch weigert sich und stirbt mit dem Wissen um die Große vereinheitlichte Theorie direkt vor ihr. Seine Ehefrau ließ ihre Tochter zusehen, dass sie niemals eine Physikerin werden würde, was sie jedoch fünfzehn Jahre später trotzdem wird. In einem Gespräch über die Vergangenheit erfährt ihre Mutter dabei von der radikal anderen Philosophie ihrer Tochter, welche die Auswirkungen der Physik auf Menschen im Gegensatz zu ihrem Vater wertschätzt.

## Kritik
Paul Di Filippo schreibt im Locus Magazine, dass die letzte Kurzgeschichte (in Der Blick von den Sternen) sowohl die längste als auch lebendigste und komplexeste ist („our last piece of fiction is the longest, and most vibrant and complex“). Es gibt eine Clarksche Beschleunigung („a Clarkean accelerando“) und die Veränderungen für die Erde und die Menschheit eskalieren gewalttätig („consequent changes to Earth and humanity cascade violently“).
Publishers Weekly schreibt in einer Rezension der ganzen Sammlung Der Blick von den Sternen, dass dessen Kurzgeschichten mehr zu den bodenständigeren von Liu Cixin gehören, aber sich trotzdem trauen, große Fragen über den Sinn des Universums zu stellen („may be more down-to-earth, but they’re unafraid to ask big questions, including 'What is the purpose of the universe?'“)
Sam Tyler schreibt auf SF Book Reviews, dass es eine interessante Kurzgeschichte sei, da es die Menschlichkeit mit der Wissenschaft ausbalanciere („an interesting short story, since it balances the humanity with the science“), da die Physiker nur von Wissen getrieben sind, aber wir Mitgefühl mit der Ehefrau und der Tochter des Mannes haben, welche zusehen müssen, wie er nicht nur sein Leben, sondern auch die Beziehung zu ihnen opfert („the physicists is only driven by knowledge, but we feel sympathy for the man's wife and child as they watch him not only sacrifice himself, but also the relationship he has with his family“).
Eamonn Murphy schreibt auf SF Crowsnest, dass diese Kurzgeschichte an ein goldenes Zeitalter der Science-Fiction erinnere und entsprechend großartig sei („is another story very reminiscent of Golden Age science fiction, and it’s great“).